# Nationaal Coördinatiecentrum voor Rampenbeheersing
Het Nationaal Coördinatiecentrum voor Rampenbeheersing (NCCR) is een Surinaamse overheidsorganisatie die zorgt voor de coördinatie tussen overheidsdiensten en andere partijen ten tijde van een ramp of een crisis. Hierbij kan het gaan om natuurrampen, zoals als windhozen en overstromingen, maar ook om dreigingen of uitbraken van virusziektes, zoals chikungunya, ebola en Covid-19. De NCCR is aangesloten bij het Caribbean Disaster Emergency Management Agency.

## Achtergrond
Rond het begin van de 21e eeuw had het Surinaamse Rode Kruis al meerdere malen aangedrongen op de instelling van een Surinaamse instelling die zich bezighoudt met rampenbestrijding. De behoefte hieraan was al meerder keren gebleken, zoals tijdens de SLM-ramp in 1989. In 2003 stelde de minister van Defensie, Ronald Assen, een commissie samen onder leiding van Jerry Slijngard om zich hiermee bezig te houden. Het werk van de NCCR ging volgens Slijngard 'echt van start' tijdens de watersnood in 2006. Sinds minstens 2006 draagt de organisatie de naam Nationaal Coördinatie Centrum Rampenbeheersing (NCCR). Het instituut kreeg meer betekenis sinds in 2009 de Rampenwet werd aangenomen en organisaties op gemeenschaps- tot nationaal niveau verplicht zijn om hun rampenplan te laten toetsen door het NCCR.
Bij een ramp zorgt het NCCR voor de coördinatie tussen de relevante diensten zoals overheidsdiensten,  niet-gouvernementele organisaties en andere partijen. Voorbeelden van overheidsdiensten zijn ministeries, districtscommissarissen, geneeskundige dienst, brandweer, politie, kustwacht en het leger. Binnen elk ministerie bestaat een focal point van het NCCR. Ministeries die altijd betrokken zijn, zijn het ministerie van Justitie en Politie, Defensie en Financiën en Planning.
Het doel van de coördinatie is het geven van richting ten tijde van een ramp of crisis. Hiervoor wordt beleid ontwikkeld, regie gevoerd en gecoördineerd tussen de verschillende groepen, met het doel om de prestaties van de verschillende onderdelen te vergroten en daarmee een ramp of crisis te voorkomen of beheersen. Het NCCR heeft tot taak om pro-actief op mogelijke rampen of crises te handelen.
De NCCR viel tot 2015 onder het ministerie van Defensie en werd daarna bij het ondergebracht bij het Bureau Nationale Veiligheid, thans Directoraat Nationale Veiligheid. Op internationaal niveau is het NCCR aangesloten bij het Caribbean Disaster Emergency Management Agency. Op lokaal niveau wordt aan de districtscommissaris een leidende rol toebedeeld op grond van de wet Regionale Organen.
Het NCCR leverde medio december 2019 een op maat gemaakt rampenplan aan alle districten van Suriname.

## Rampen en crises
Het NCCR is herhaaldelijk betrokken bij overlast van hevige regenval en windstoten. Het centrum biedt dan in de eerste uren noodhulp aan slachtoffers, bijvoorbeeld door dakzeilen aan te brengen en het verschaffen van primaire levensmiddelen.
Het NCCR was bij onder meer bij de volgende (dreigingen van) rampen en crises betrokken:
- 2014: In juli wordt Suriname door het chikungunya-virus verrast en is er niet op voorbereid. De ziekte stak het jaar ervoor de kop op op Sint Maarten en verspreidde zich daarna over de regio.[9][10]
- 2014: Er is een ebola-uitbraak in West-Afrika. Het NCCR trekt lering uit de komst van het chikungunya-virus en treft voorbereidingen.[11] In oktober sluit Suriname zijn grenzen voor reizigers uit ebolalanden.[12] Ook is er voorzien in een quarantainefaciliteit.[13]
- 2019: Er worden voorbereidingen getroffen nu er ebola is uitgebroken in het gebied Kivu in de Democratische Republiek Congo. Er is een protocol voorhanden voor een repatriant uit het gebied.[14]
- 2020: Nadat rond de jaarwisseling 2019/2020 de coronacrisis in China uitbreekt rondom het SARS-CoV-2-virus, startten in januari 2020 de voorbereidingen erop in Suriname. Het ministerie van Volksgezondheid is betrokken en daarnaast is er ondersteuning van het Surinaamse focal point van de Pan-Amerikaanse Gezondheidsorganisatie (PAHO).[1] Op 15 maart wordt de eerste besmetting op Surinaamse bodem vastgesteld en is de uitbraak van de coronacrisis in Suriname definitief. Op 3 april – er zijn dan inmiddels tien besmettingen geregistreerd – overlijdt in Suriname de eerste patiënt.[15][16]